# Reach Out
„Reach Out” – piosenka piosenkarki Hilary Duff, pochodzi z płyty Best Of (z 2008 roku). Piosenkę napisali Ryan Benjamin Tedder, Evan "Kidd" Bogart i Mika Guillory. Utwór zawiera sampler z piosenki Depeche Mode "Personal Jesus".

## Rankingi
| Ranking (2008)                          | Pozycja w rankingu |
| --------------------------------------- | ------------------ |
| U.S. Billboard Hot Dance Club Play      | 1                  |
| U.S. Billboard Hot Dance Airplay        | 9                  |
| U.S. Billboard Global Dance Tracks      | 17                 |
| U.S. Billboard Mainstream Top 40        | 76                 |
| U.S. Dance Radio Top 25 Chart           | 14                 |
| U.S. Dance Radio Combined Airplay Chart | 9                  |
| Australian ARIA Top 50                  | 21                 |
| Brazil Hot Dance Club Play              | 7                  |
| Japan Hot 100                           | 72                 |
| Mexico Top 100                          | 12                 |
| New Zealand ARIA Hot 20 Coundown        | 1                  |
| Taiwan Top 40 Single                    | 1                  |
| Argentyna Top 10                        | 3                  |
| Gwatemala Top 20                        | 7                  |
| Italy Top 50                            | 10                 |
| Italy iTunes Top 10                     | 2                  |
| TRL Italy                               | 1                  |
| EUROTOP 50                              | 1                  |
| The MTV UK Online Chart                 | 12                 |
| Ireland iTunes Top 100                  | 54                 |
| Spain iTunes Top 100                    | 29                 |
| Italian Singles Chart                   | 30                 |
| Latin America Top 100                   | 43                 |
| México Top 100                          | 69                 |
| Chile Top 100                           | 10                 |
| El Salvador Top 40                      | 23                 |
| Ecuador Top 40                          | 40                 |
| Guatemala Top 40                        | 23                 |
| Italian FIMI Singles Chart              | 3                  |
| Paraguay Top 40                         | 36                 |
| Peruvian Top 10                         | 1[x6]              |